# Scontri di Fizuli del 2003

La regione di Fizuli

Gli scontri di Fizuli furono i gravi incidenti avvenuti nel giugno 2003 lungo la linea di contatto tra Nagorno Karabakh ed Azerbaigian, nei pressi del villaggio di Karakhambeili nella parte meridionale prossima alla frontiera con l'Iran.
Un tentativo di incursione azera nel territorio del Nagorno Karabakh avrebbe provocato almeno una decina di morti fra le file degli assalitori, mentre non è noto il numero delle vittime armene.
Un altro tentativo di incursione nella stessa regione è stato registrato nel luglio 2003.